# ゴールデン☆ベスト JOHNNYS' ジュニア・スペシャル
『ゴールデン☆ベスト JOHNNYS' ジュニア・スペシャル』は、2008年1月23日に発売された、JOHNNYS' ジュニア・スペシャルの2枚目のベストアルバムである。

## 概要
- 影 （シャドー）　c/w　命令ママ （しなさいママ）は

両曲とも作曲：長戸大幸。 「06SH-248」の管理番号で、1977年12月10日～1978年1月10日の間にリリースされる予定だったが、急遽発売中止になってしまった幻のシングル。 しかし2008年になってCDベストアルバムのボーナストラックとして収録された。

## 収録曲
※太文字は初CD化、☆はシングルバージョン初収録
1. ベルサイユのばら
2. 愛しのオスカル☆
3. 愛のちかい
4. 白鳥☆
5. さよなら愛
6. 恋はサフラン☆
7. ハートの夢
8. 感じる夕暮れ☆
9. 愛の飛行船に乗って
10. 新しい君を知るために☆
11. サタデー・ナイト
12. J.J.Sのテーマ☆
13. 元気ですか
14. サンデー・キューピット
15. 絵本の少女☆
16. 太陽のあいつ
17. 焔のカーブ☆
18. 憧れのベイ・シティ・ローラーズ
19. ダンス・フォー・ミー☆
20. ツイスト110番
21. 片思い日記☆
22. ラストショー
23. ネイビーブルー☆
24. 影 （シャドー）
作詞：伊藤アキラ、作曲・編曲：中村弘明
  - 作曲：長戸大幸。発売中止になっていたラストシングルのA面曲）
25. 命令ママ （しなさいママ）
作詞：あさひな智彦、作曲：長戸大幸、編曲：いしだかつのり
  - 作曲：長戸大幸。発売中止になっていたラストシングルのB面曲